# Natalie Knapp
Natalie Knapp (* 1970) ist eine deutsche Philosophin und Publizistin.

## Leben
Natalie Knapp studierte Philosophie und Literaturwissenschaften. 
Im Jahr 2000 wurde sie an der Universität Freiburg über Erfahrungen mit dem Wesen des Menschen in der Begegnung von Dichtern und Denken von Heidegger, Derrida und Rilke promoviert. 
Von 2001 bis 2013 arbeitete sie als Journalistin in der Kulturredaktion des Südwestrundfunks. 
Seitdem lebt Natalie Knapp als freie Autorin in Berlin. 2009 war sie Gründungsmitglied des Berufsverbands für Philosophische Praxis. Außerdem ist Knapp Dozentin der ZEIT Akademie, der Liechtenstein Academy, der Leuphana Universität Lüneburg und des Netzwerks Ethik.

## Schriften
- Herz-Raum-Geschehen im Augenblick. Verlag Neue Wissenschaft, Frankfurt am Main 2001, ISBN 3-932492-39-0. Zugleich Dissertation Universität Freiburg (Breisgau) 2000.
- Anders denken lernen. Von Platon über Einstein zur Quantenphysik. Oneness Center, Bern 2008, ISBN 978-3-033-01634-7.
- Der Quantensprung des Denkens. Rowohlt, Reinbek 2011, ISBN 978-3-499-62696-8.
- Kompass neues Denken. Rowohlt, Reinbek 2013, ISBN 978-3-499-62795-8.
- Der unendliche Augenblick. Rowohlt, Reinbek 2015, ISBN 978-3-498-03403-0.
- Jedes Bewusstsein, das nach dem Bewusstsein fragt, ist an seine eigene kulturgeschichtliche Grammatik gebunden. In: Matthias Eckoldt: Kann sich das Bewusstsein bewusst sein? Gespräche mit Dirk Baecker, Markus Gabriel, John-Dylan Haynes, Philipp Hübl, Natalie Knapp, Christof Koch, Georg Kreutzberg, Klaus Mainzer, Muhô Nölke, Michael Pauen, Johannes Wagemann und Harald Walach. Carl-Auer, Heidelberg 2017, ISBN 978-3-8497-0202-1, S. 198–216.